# آبی اوانز
آبی اوانز (به انگلیسی: Evans blue) یک ترکیب شیمیایی با شناسه پاب‌کم ۶۳۲۱۴۱۸ است. که جرم مولی آن ۹۶۰٫۸۰۹ g/mol می‌باشد. 